# Skogstimmia
Skogstimmia (Timmia austriaca) är en bladmossart som beskrevs av Hedwig 1801. Skogstimmia ingår i släktet timmior, och familjen Timmiaceae. Arten är reproducerande i Sverige. Inga underarter finns listade i Catalogue of Life.

## Bildgalleri

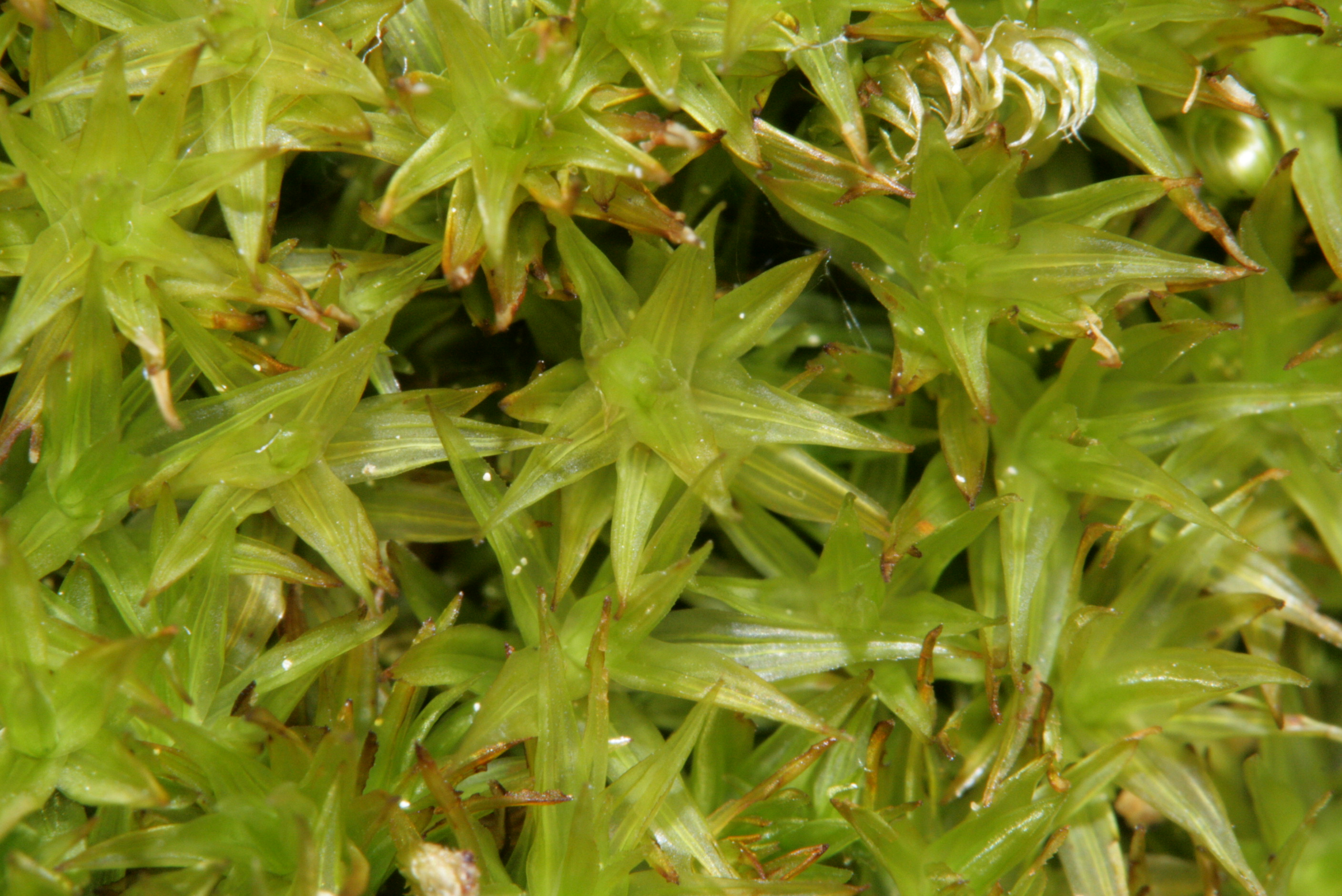
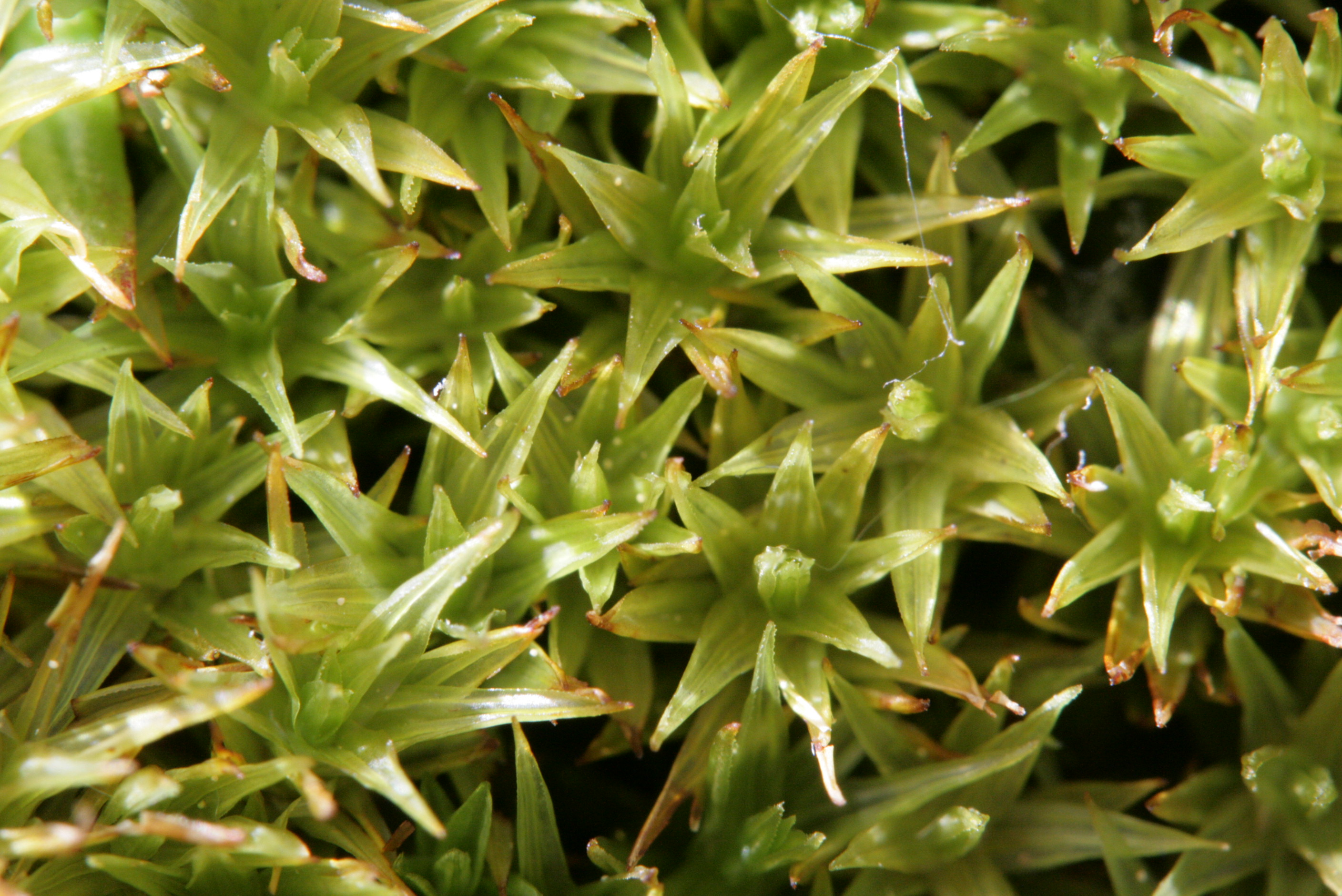
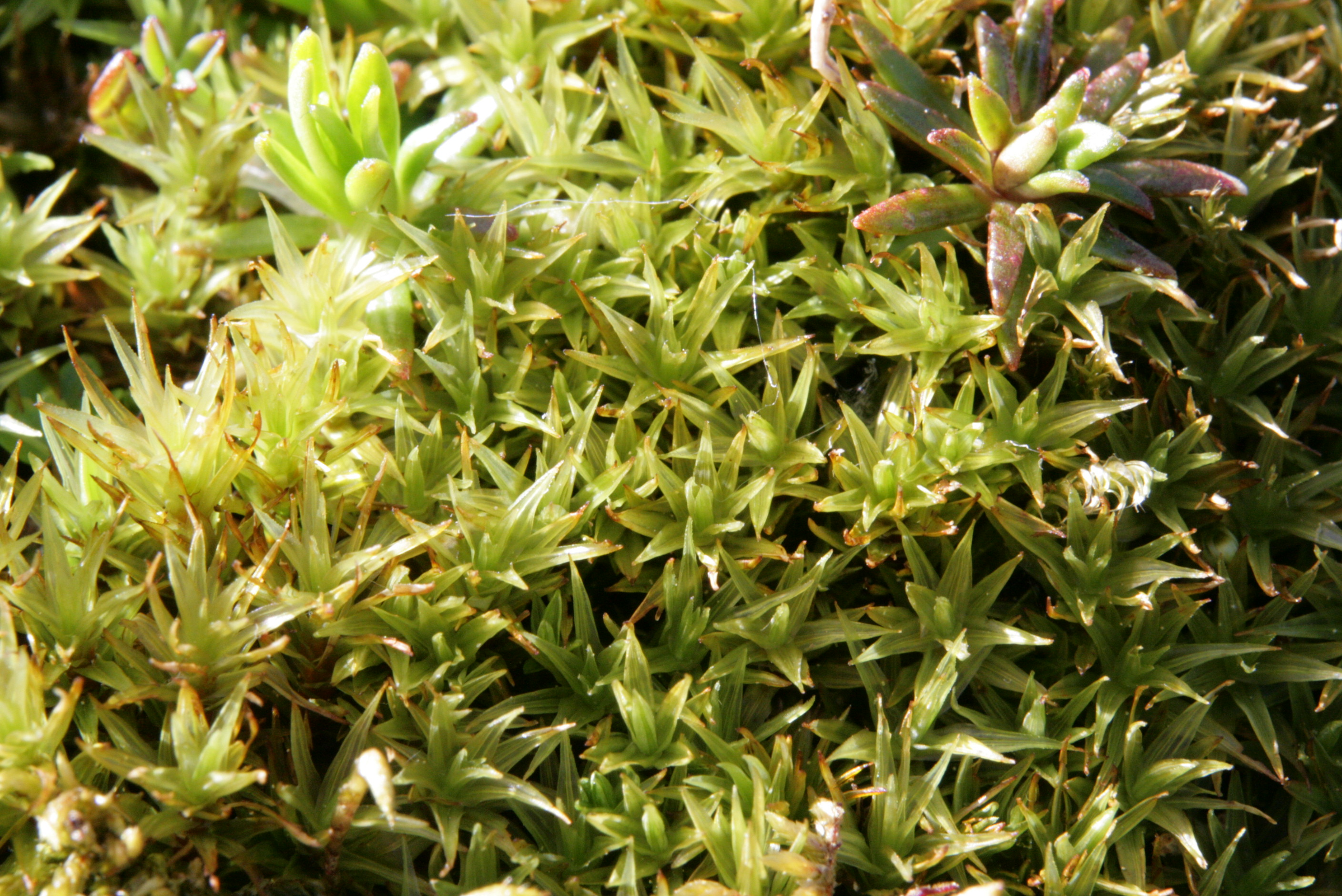
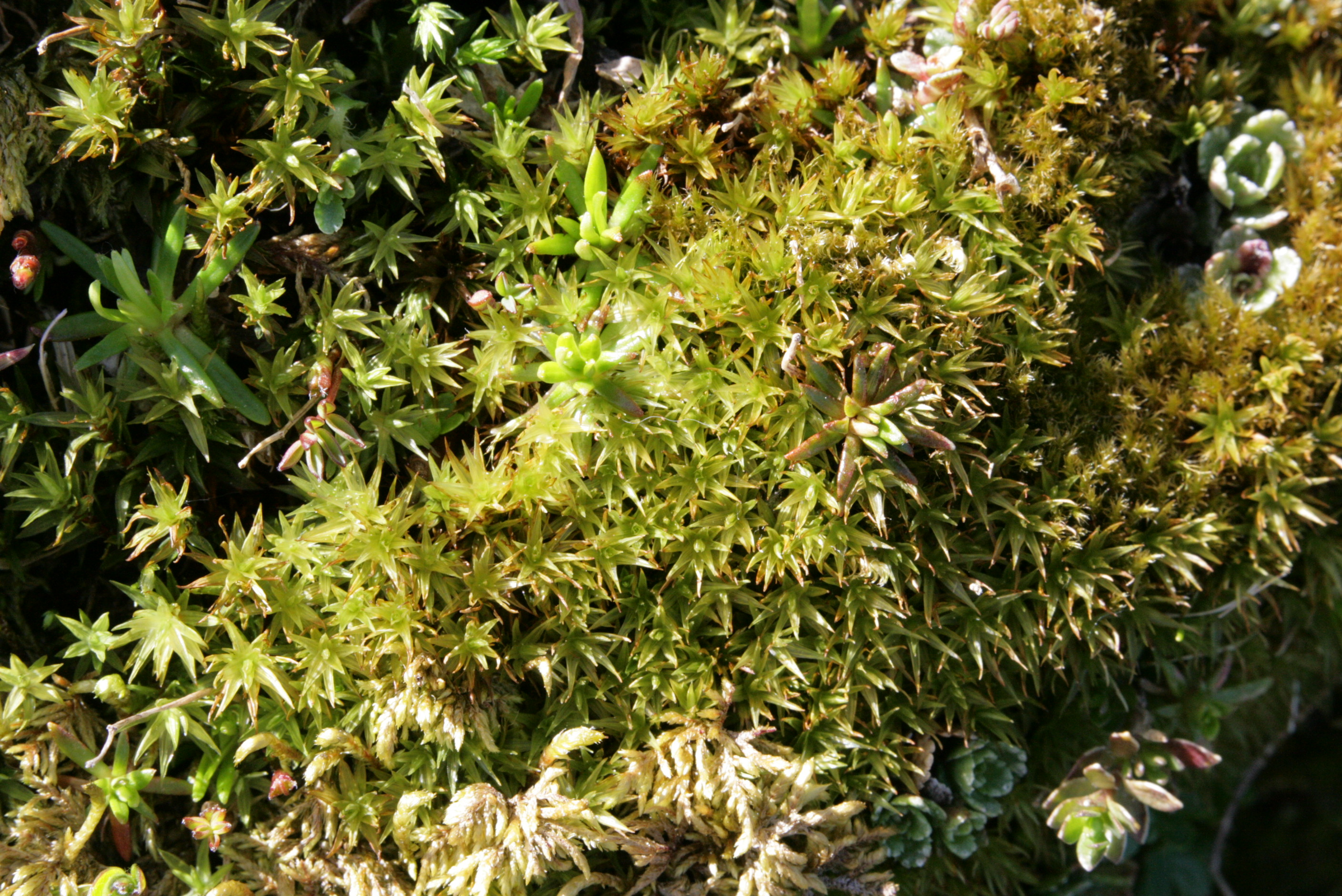